# Läckövägen

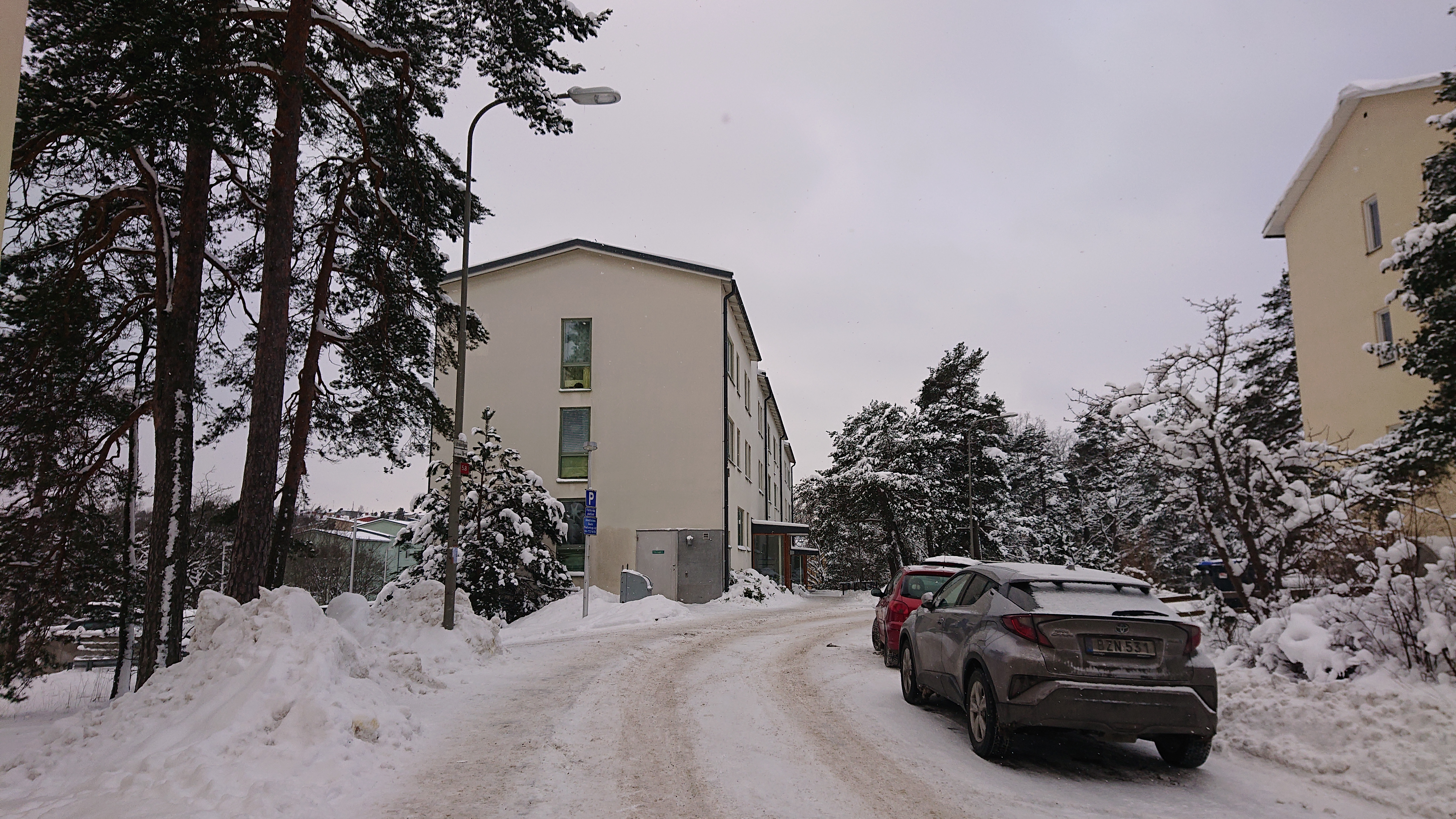
Läckövägen med Triplexen 4 i bakgrunden.

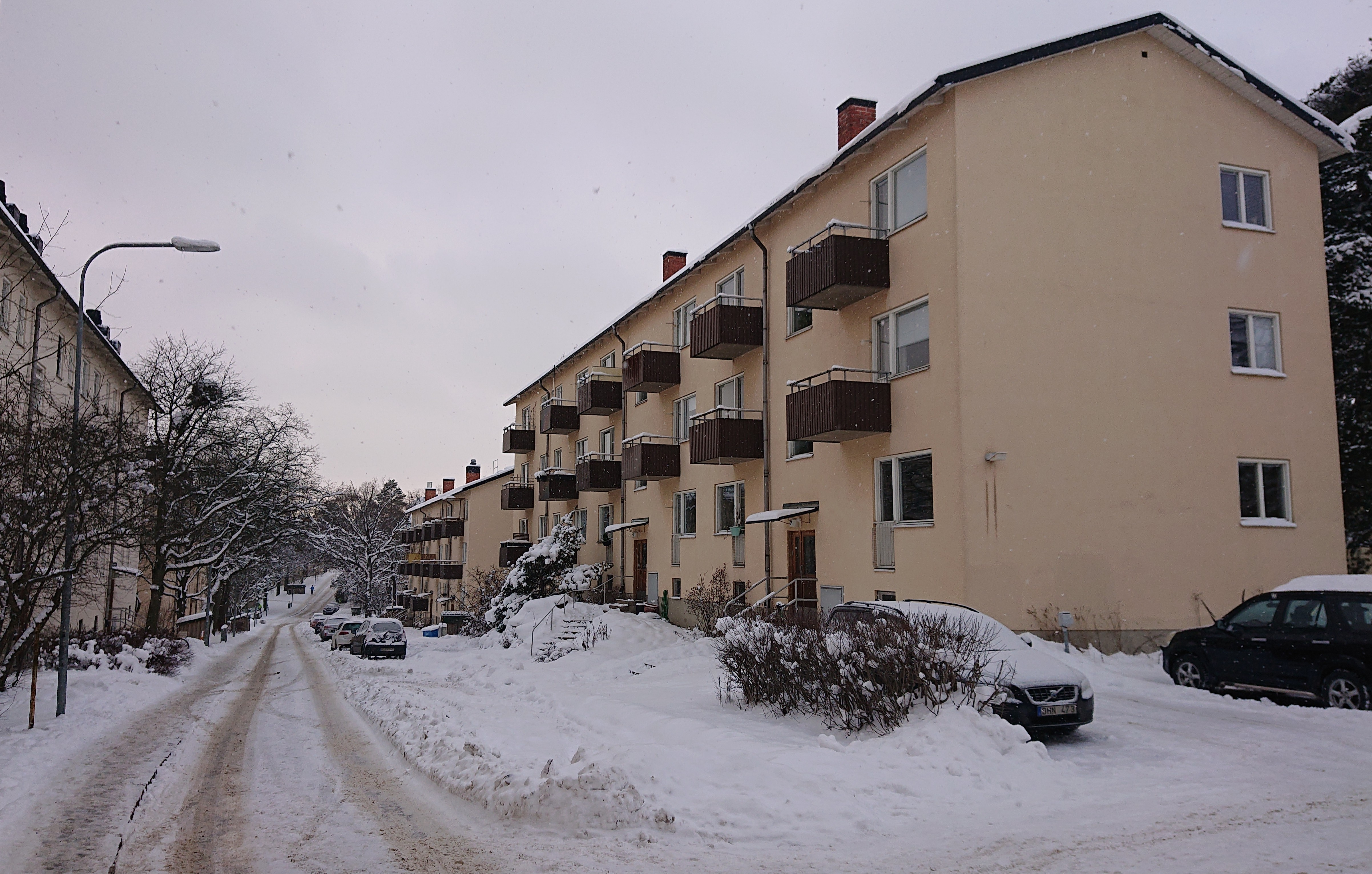
Läckövägen västerut.

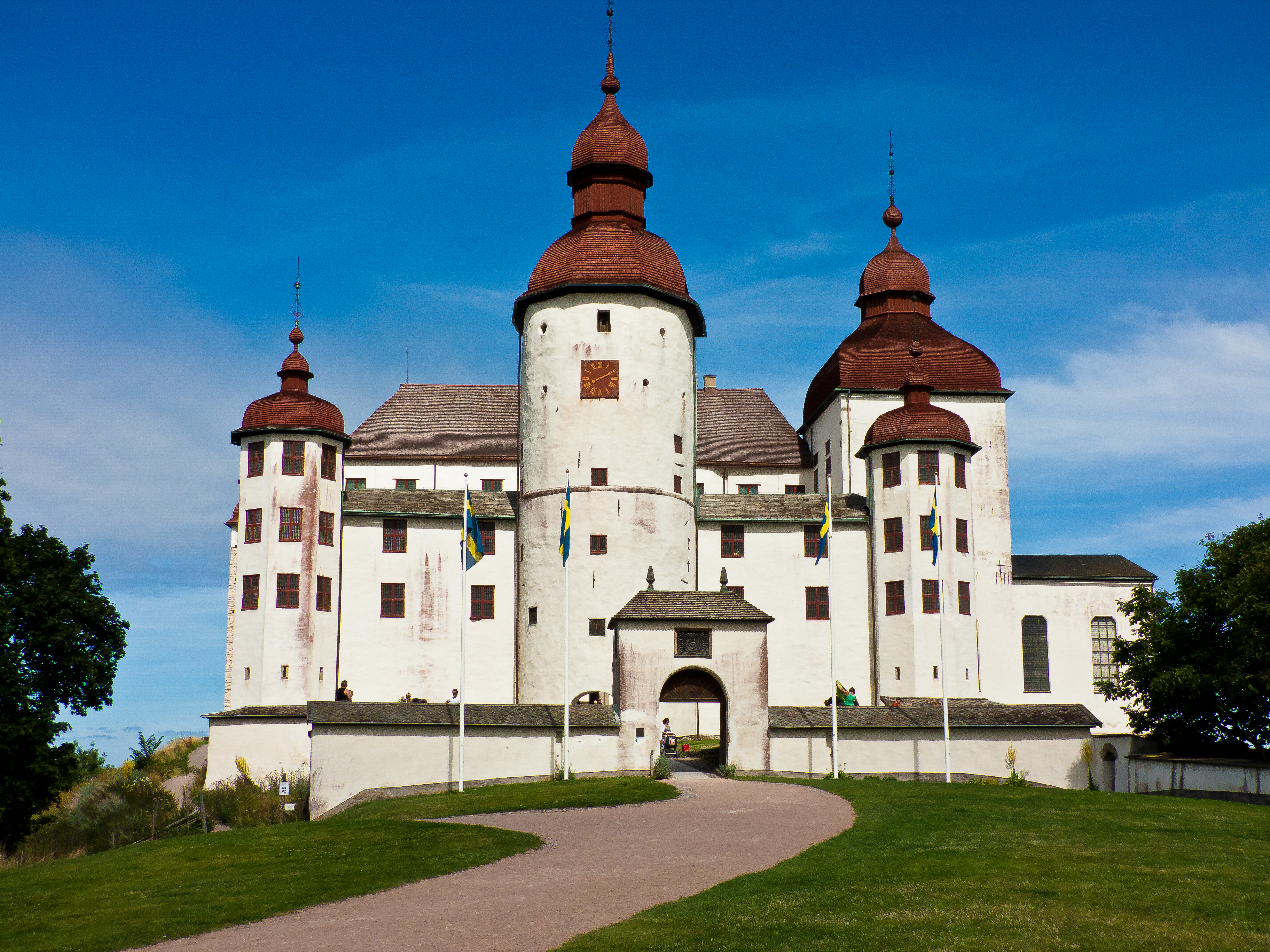
Läckö slott.

Läckövägen är en gata i nordöstra Björkhagen i Stockholm. Gatan är belägen nedanför Finn Malmgrens väg och sträcker sig från Willy Brandts park och Finn Malmgrens väg i väst till korsningen Läckövägen / Finn Malmgrens väg i öst. Axvallsvägen / Hjovägen genomkorsar Läckövägen. 
Gatan fick sitt nuvarande namn 1940 efter Läckö slott i Lidköping. 

## Förteckning över husen längs gatan
I nedanstående tabell följer förteckning över husen längs gatan. 
| Fastighet        | Gatnr.         | Byggår    | Arkitekt                  |
| ---------------- | -------------- | --------- | ------------------------- |
| Fyren 1          | 13             | 1942–1943 | Wåhlin & Hjelm            |
| Fyren 2          | 7, 9, 11       | 1943–1944 | Wåhlin & Hjelm            |
| Fyren 3          | 1,3, 5         | 1943      | Sture Frölén              |
| Kristallkronan 1 | 15             | 1942–1943 | Riksbyggen arkitektkontor |
| Kristallkronan 7 | 23, 25, 27     | 1942–1943 | Riksbyggen arkitektkontor |
| Kristallkronan 8 | 17, 19, 21     | 1942–1943 | Riksbyggen arkitektkontor |
| Kristallkronan 9 | 29, 31, 33, 35 | 1942–1944 | Riksbyggen arkitektkontor |
| Lampetten 6      | 36, 38, 40, 42 | 1943–1943 | Folkbygg arkitektkontor   |
| Neonljuset 1     | 30, 32         | 1942–1943 | Riksbyggen arkitektkontor |
| Neonljuset 2     | 26, 28         | 1942–1943 | Riksbyggen arkitektkontor |
| Neonljuset 3     | 22, 24         | 1942–1943 | Riksbyggen arkitektkontor |
| Neonljuset 4     | 18, 20         | 1942–1943 | Riksbyggen arkitektkontor |
| Triplexen 1      | 14, 16         | 1942–1943 | Riksbyggen arkitektkontor |
| Triplexen 3      | 8, 10          | 1942–1943 | Riksbyggen arkitektkontor |
| Triplexen 4      | 4, 6           | 2008      |                           |